# 巨乳魔女
『巨乳魔女』（きょにゅうまじょ）は、2010年9月24日にWaffleから発売されたアダルトゲームである。本作は、現代（21世紀）を舞台に、魔女と契約した少年がその家の秘密に迫る内容である。
2011年4月14日にはアイチェリーからDVDPG版が発売された。

## ストーリー
辺出トモルは両親の過去の因縁から、学校へ行かずに大富豪・天摩家の屋敷で働くことになった。ある夜彼は魔女から契約を持ちかけられたが、魔女の正体が天摩家の次女・聖詩流であることを見抜く。3日経ったら死ぬはずが生き残った彼は、聖詩流とともに聖堂学園へ通うことになり、1年D組に編入する。やがてトモルは、天摩家にまつわる様々な謎や秘密に関わっていく。

## 登場人物
（出典：）

### 主人公
辺出 トモル（へんで トモル）
主人公。かつての家族の因縁から、学校へ行かずに天摩家の奉公人として働き始めた。フットマンたちに下っ端としてこき使われているが、今の生活には満足している。物事に動じず、追い込まれた状況でも軽口を叩く余裕がある。
ある夜、悪魔姿の聖詩流に契約を迫られ、無理やりOKさせられるが、3日経ったら死ぬはずが生き残る。その後、聖堂学園の1年D組に編入する。

### ヒロイン
天摩 聖詩流（てんま せしる）
声：青井美海
天摩家の次女。学園1年A組。祖父は天摩家の当主・厳一郎であり、本家の人間ではないものの、母親の離婚に伴い天摩家に入った。なお、天摩本家の人間は16年前の事故で死亡している。
プライドが高くはっきりした物言いをする。実は魔族で、由緒正しいサキュバスの生まれ変わり。期限までに人間の魂を奪わないと人間の姿を保てなくなるため、トモルと契約した。
天摩 優里亜（てんま ゆりあ）
声：長原杏子
天摩家の長女。学園3年。男気あふれる性格で、学ランを着て学園へ通う。周囲からは「男女」（おとこおんな）と言われているが、妹の聖詩流には慕われている。彼女が家督を継ぐと言われていたが、物語開始直後に行方不明になってしまう。
妹同様、優里亜もまた魔族で、女性魔族としては最高位のワルキューレである。
朝霧 豊絵（あさぎり とよえ）
声：花南
聖堂学園の教師、および付属する教会のシスター。トモルや聖詩流が在籍する1年A組の担任を務める。敬虔に神に仕える一方、性的なことには免疫が無く、過去に胸目当ての痴漢に幾度も遭ったことから男性に対しても拒絶反応を示す。
久我野 静女（くがの しずめ）
声：伊藤瞳子
天摩家に仕える執事で、使用人のトップとして、天摩家の全てを取り仕切る。厳一郎の趣味で常にメイド服を着用している。部下のフットマンたちに「年増の静女様」と呼ばれてよく怒っている。

### サブキャラクター
九条院 ロミオ（くじょういん ロミオ）
声：越田直樹
学園1年A組。イケメンなナルシスト。聖詩流を狙っており、彼女と同居しているトモルをやっかみ罵倒している。また、トモルからも「ドジョウ院」といった変なあだ名で呼ばれている。
朝霧 祐一（あさぎり ゆういち）
声：竹田彬夫
学園1年A組。ロミオに付き従う親衛隊の一人。豊絵の弟。満点しか取ったことがない秀才で、トモルを蔑んでいる。
天使委員会の一員で、魔族に対しては誰よりも敵意を露わにしており、神聖魔族の疑いがあったトモルを聖詩流ごと暗殺しようとするなど非常に過激な思考をしている。
小判 鮫男（こばん ざめお）
学園1年A組。ロミオに付き従う親衛隊の一人。ガンマニアで、トモルに「鉛弾をぶち込むぞ」とよく凄む。
天摩 厳一郎（てんま げんいちろう）
声：山本兼平
天摩家の当主で、聖堂学園の理事長も務める。威圧感があり強情で気難しい。16年前に事故で息子夫婦を亡くしている。弟・揉二郎とは仲が悪く、遺産は孫娘の優里亜と聖詩流に譲ることにしている。トモルのことをなぜか嫌っている。
天摩 揉二郎（てんま じゅうじろう）
声：越雪光
厳一郎の歳の離れた弟。卑しい性格で、子飼いの紅服（あかふく）たちの他には全く敬われていない。天摩家に同居しており、厳一郎の遺産を狙う。

## 制作
鏡は前作『1』に続く『2』の企画を考えていたが、別の物をという依頼を受け、『1』の世界観を一部引き継ぎつつも現代（21世紀）の日本を作品の舞台とした。『魔女』のシナリオの原型は過去にお蔵入りしていたライトノベル向けのプロットで、「人間論」や「ミステリー」がメインの作品となっている。また登場人物に、ユーザーに向けた「幸せになるためのメッセージ」を込めているという。
『1』に引き続きQ-Gakuがキャラクターデザイン・原画を担当したほか、只野あきらもキャラクターデザイナーとして参加している。作品舞台が現代のため今風のデザインを意識して、『1』と比べてキャラクターの身長を高くし、顔もシャープにしている。また、さくやついたちが背景原画で参加している。
登場人物の設定やデザインの経緯はGame-Styleとのインタビュー記事の中で明らかにされており、鏡は登場人物のキャラクター像にはモデルはいないとしながらも、女性キャラクターの胸の形にはモデルがいることを明らかにしている。
鏡は主人公・トモルの設定に苦労したとインタビューの中で述べており、「『魔女』は現代という資本主義の世界を舞台としているため、『1』の主人公であるリュートのようなキャラクターでは失礼な使用人になってしまう一方、単に礼儀正しいだけのキャラクターでは卑屈に見えてしまうため、『プレイしていて楽しい使用人キャラクター』を目指したバランス調整が難しかった」と振り返っている。
メインヒロインにして「高貴な人間としてのお嬢様」である聖詩流は、「高貴さを求める環境に生まれ育ったがゆえに上から目線になるものの、自らを誇示したり相手を貶めるようなことはしない」という設定であり、胸の形はページ・スリー・ガールのタラ・オコナーを基にしている。聖詩流のデザインを担当したQ-GakuはGame-Styleに寄せたコメントの中で、「設定を読んだ時にイメージが浮かんだためデザインには苦労しなかった一方、おっぱいの微妙なラインを描くのに苦労した」と振り返っている。
前作では豪快な性格のグラディスに人気が集まったことから、聖詩流の姉である優里亜の設定は、お姫様というよりは王侯のような豪快な人物として描かれた。優里亜の胸の形はロシアのヌードモデルユーリア・ノーバと、プレイメイトのシンシア・マイヤーズを基にしており、陥没乳頭という設定は「陥没乳頭のキャラクターの導入が決定した際、聖詩流が陥没乳頭キャラになると前作とかぶるため」という理由でつけられた。優里亜のデザインもQ-Gakuが担当しており、「聖詩流と同じく、設定からイメージがしやすかったものの、男らしさとりりしさの両立に苦労した」とGame-Styleに寄せたコメントの中で振り返っている。
静女は爆乳キャラとして設定され、胸の形はカリーナ・ハートと、ページ・スリー・ガールのイガ・ヴィルヴァウを基にしている。静女のデザインを手がけた只野あきらは、「前作のルセリアと方向性が似ているため、ルセリアと印象がかぶらないようにするのに苦労した。『胸だけが露出している正統派のメイド服を着ている』という設定を読んで、『おっぱいが大きすぎた結果、胸元の肌が露出してしまった』というデザインにした」とGame-Styleに寄せたコメントの中で振り返っている。
豊絵は「豊満なバストを持ち、母乳が出る」という設定であり、胸の形はプレイメイトのパトリシア・ファリネリを基にしている。豊絵は「シスターゆえに禁欲的な生活を送っているが、勝手にフェロモンが出てしまう」というイメージでデザインされており、デザインを担当した只野は「ふわふわした感じを目指したが、幼くならないようにするのに苦労した」とGame-Styleに寄せたコメントの中で振り返っている。
『魔女』のシナリオではコーヒーがたびたび登場するが、これは鏡が池袋の皇琲亭という喫茶店の全種類・全メニューを制覇したという経験が基になっている。
『魔女』の字コンテは『1』のノベライズと、『魔女』のシナリオ執筆は『非実在青少年論〜オタクと資本主義〜』の執筆・校正と並行して行われたため、締め切り前の最後の10日間の時点で体調を崩しがちになったと鏡はインタビューの中で振り返っており、没になったシーンが255KBもあることを明かしている。

## 反響
Game-Style上のユーザーレビューのうち、4.5%が「期待を遥かに上回る作品だった」と答え、「期待を上回る作品だった」と「期待通りの作品で満足できた」と「期待通りだったが物足りなさを感じた」と答えたユーザーの割合は同率で27.3%だった。ユーザーからは「『巨乳ファンタジー』と同一の世界観で舞台を現代に移していたが、ファンタジーとの整合性が上手く取られていたため違和感なくプレイすることができた」という高評価も寄せられた一方、シナリオの物足りなさを指摘する声もあり、賛否両論の意見が集まっている。
また、ゲーム販売サイト「Getchu.com」が集計したPCゲームセールスランキングの結果によれば、『魔女』は発売月である2010年9月に第8位でランクインを果たしている。しかしながら、2010年の年間を通したランキングでは50位圏外に終わった。なお、美少女ゲーム誌『BugBug』で行われた読者投票企画「2010年 読者が選ぶ美少女ゲーム年間ランキング」では、『魔女』が総合部門の第32位を獲得しており、そのほかにはエッチ部門で第7位に位置している。

## 関連商品

### コミカライズ
巨乳魔女
製作：Waffle / 絵：Q-Gaku / ラフ：いづみみなみ
コミックメガストア2011年1月号に掲載。

### ノベライズ
巨乳魔女
著：鏡裕之 / 原作：Waffle / 挿絵：Q-Gaku、只野あきら（上巻のみ） / 発行：PARADIGM NOVELS
- 上巻：2010年10月29日発売 / ISBN 9784894909731
- 下巻：2010年12月14日発売 / ISBN 9784894909816